# Ceroxylon amazonicum
Ceroxylon amazonicum är en enhjärtbladig växtart som beskrevs av Gloria A. Galeano. Ceroxylon amazonicum ingår i släktet Ceroxylon och familjen Arecaceae. IUCN kategoriserar arten globalt som starkt hotad. Inga underarter finns listade i Catalogue of Life.